# Milano-Torino 1896
La Milano-Torino 1896, terza edizione della corsa, si svolse il 5 luglio 1896 su un percorso di 142 km. La vittoria fu appannaggio dell'italiano Giovanni Moro, che completò il percorso in 4h33'00", precedendo i connazionali Federico Goll/Nino Compagnoni e Francesco Gilardini/Perla. 

## Ordine d'arrivo (Top 10)
| Pos. | Corridore                     | Squadra | Tempo    |
| ---- | ----------------------------- | ------- | -------- |
| 1    | Giovanni Moro                 | -       | 4h33'00" |
| 2    | Federico Goll/Nino Compagnoni | -       | a 3'23"  |
| 3    | Francesco Gilardini/Perla     | -       | a 6'00"  |
| 4    | Ernesto Gilardi               | -       | ?        |
| 5    | Giulio Garosi                 | -       | ?        |
| 6    | Nani                          | -       | ?        |
| 7    | Flaminio Piacentini           | -       | ?        |
| 8    | Pino Va                       | -       | ?        |
| 9    | Emilio Gatti                  | -       | ?        |
| 10   | Francesco Monney              | -       | ?        |